# Anatole Le Guillois
Anatole Le Guillois, né le 4 mai 1827 à Vaugirard et mort le 6 mai 1886 à Paris, est un journaliste français, principalement connu pour sa collaboration à la presse satirique des années 1860-1880.

## Biographie
Né dans l'ancienne commune de Vaugirard le 4 mai 1827, Anathol-Charles-Lucien Leguillois est le fils de Jean Leguillois et de Julie Giot.
Sous la Seconde République, Leguillois gagne sa vie comme instituteur ou comme précepteur. Le 4 mars 1851, à la mairie de l'ancien 1er arrondissement de Paris, il épouse Rosalie-Jeanneton Brohet (1816-1862), veuve Simon.
Sous le Second Empire, Leguillois collabore à la presse parisienne en utilisant le nom de plume « Le Guillois ». Il entre notamment au Figaro en 1857,. L'hebdomadaire Les Cinq centimes illustrés publie ses romans, tels que La Fille du scalpeur en 1860 et L'Incendiaire, ou les mystères de l'assurance à partir de septembre 1861. L'année suivante, il écrit pour L'Armée illustrée. Il a également collaboré au Mousquetaire.

Départ du Marquis de Le Guillois (Le Hanneton, 3 avril 1864).

Le Guillois se fait surtout connaître pour sa contribution à la presse satirique illustrée. Après une collaboration au Diogène entre 1860 et 1863, il conquiert une certaine notoriété avec Le Hanneton, journal des toqués, dont il est le fondateur en 1862 et le rédacteur en chef jusqu'en 1864. Ne reculant devant aucune bouffonnerie pour faire de la réclame à son journal, il déclare sa candidature aux élections législatives de 1863. À cette occasion, il placarde des affiches où il en appelle aux abstentionnistes en se présentant comme « l'abstention vivante » puis demande à des boulangers de cacher ses prospectus électoraux dans leurs pains. La même année, il décide de tirer profit de la renommée des expériences aéronautiques de Nadar en faisant afficher qu'il suivrait le ballon du célèbre photographe « sans le moindre appareil ascensionnel, aussi nu que la décence le permettra ». En 1864, il vend à François Polo Le Hanneton, qu'il reprendra brièvement par la suite avant de le céder définitivement à Louis Ariste.
En janvier 1865, il crée l'éphémère Mon Journal. L'année suivante, il est chargé des échos au Soleil de Jules Noriac.
En janvier 1867, Le Guillois fonde Le Bouffon, dont il devient le rédacteur en chef, avec Charles-Lucien Huard pour directeur. Ayant quitté cette nouvelle feuille satirique dès le mois de mai, il devient le rédacteur en chef du Tocsin en août avant de fonder L'Auvergnat avec Francisque Bathol en novembre suivant. Fidèle à sa réputation d'excentrique, il se signale la même année comme improvisateur de rimes sur les planches de l'Eldorado puis comme lutteur amateur dans l'arène athlétique de la rue Le Peletier.
En mai 1868, il s'inspire d'un bon mot de Frédérick Lemaître pour fonder Les Punaises dans le beurre, qu'il dirige en association avec le comte des Courtis de La Groye. Cette nouvelle revue cesse cependant sa publication dès le mois d'août suivant. En mars 1869, il lance un pamphlet périodique intitulé La Férule. Quelques mois plus tard, à l'occasion des élections législatives complémentaires du mois de novembre, il se présente à nouveau en guise de farce. Il réitérera à nouveau cette candidature fantaisiste lors des élections de 1881 et de 1885.
Au début de la Guerre franco-allemande de 1870, Anatole Le Guillois s'engage dans une compagnie de francs-tireurs et participe à la défense de Thionville. En octobre, lors du siège de Paris, il dirige avec Gustave Aymar La Populace, qui n'aura que deux numéros. Quelques mois plus tard, sous la Commune, il est l'un des rédacteurs du Bonnet rouge de Secondigné (10-22 avril 1871) et de L'Estafette qui succéda au Bonnet rouge jusqu'à la Semaine sanglante. Il s'y montre un défenseur de "notre grande révolution sociale" en vue de fonder "la vraie liberté universelle". Il est aussi sergent-major dans la Garde nationale. (L'Estafette, 15 mai 1871). Il ne semble cependant pas avoir été inquiété après la Commune. Il collabore ensuite au Sifflet, dont il est le gérant dès 1872.
En décembre 1874, le « marquis Le Guillois, par la grâce de Dieu, dernier descendant des roys mérovingiens » annonce son mariage avec Maria Mangin, ouvrière en dentelles. Républicain, Le Guillois s'affublait de ces titres afin de tourner en dérision les velléités de restauration monarchique.
En février 1877, Le Guillois retrouve l'ancien directeur du Sifflet, Arthur Lévy, pour fonder La Grenouille, un nouvel hebdomadaire satirique dont il est le rédacteur en chef. Il dirige ensuite Le Titi entre 1878 et 1879. Au cours de sa carrière, il a également collaboré au Tintamarre et au Tam-Tam.
À la fin de sa vie, Anatole Le Guillois utilise le pseudonyme de « William Piton » dans le Journal des abrutis, fondé en 1876, dont il est le rédacteur en chef pour le compte de l'éditeur S. Heymann. En 1883, il dirige également le Journal des petits chéris sous le pseudonyme du « Marquis ».
Il meurt le 6 mai 1886 à son domicile du no 45 de la rue du Caire.
L'une de ses dernières œuvres est Le Chêne des partisans, un roman historique évoquant les deux sièges de La Mothe, écrit pour Le Patriote vosgien de Neufchâteau et publié en volume en 1886,.